# 呉昌熾
呉 昌熾（ご しょうし、ゴ・スオン・シー、ベトナム語：Ngô Xương Xí / 吳昌熾、生没年不詳）は、ベトナム呉朝の第4代君主。十二使君の一人。呉使君（ベトナム語: Ngô Sứ Quân）とも称された。

## 生涯
天策王呉昌岌の子として南冊江（現在のハイズオン省）に生まれる。965年に叔父の南晋王呉昌文が戦死すると、翌年に平橋（現在のタインホア省チェウソン県）を拠点として使君を称した。しかし各地の使君は自立して、呉昌熾の命には従わなくなっていた。勢力を増した華閭の丁部領から宴会に招かれ、脅されて屈服した。